# السياحة في هولندا

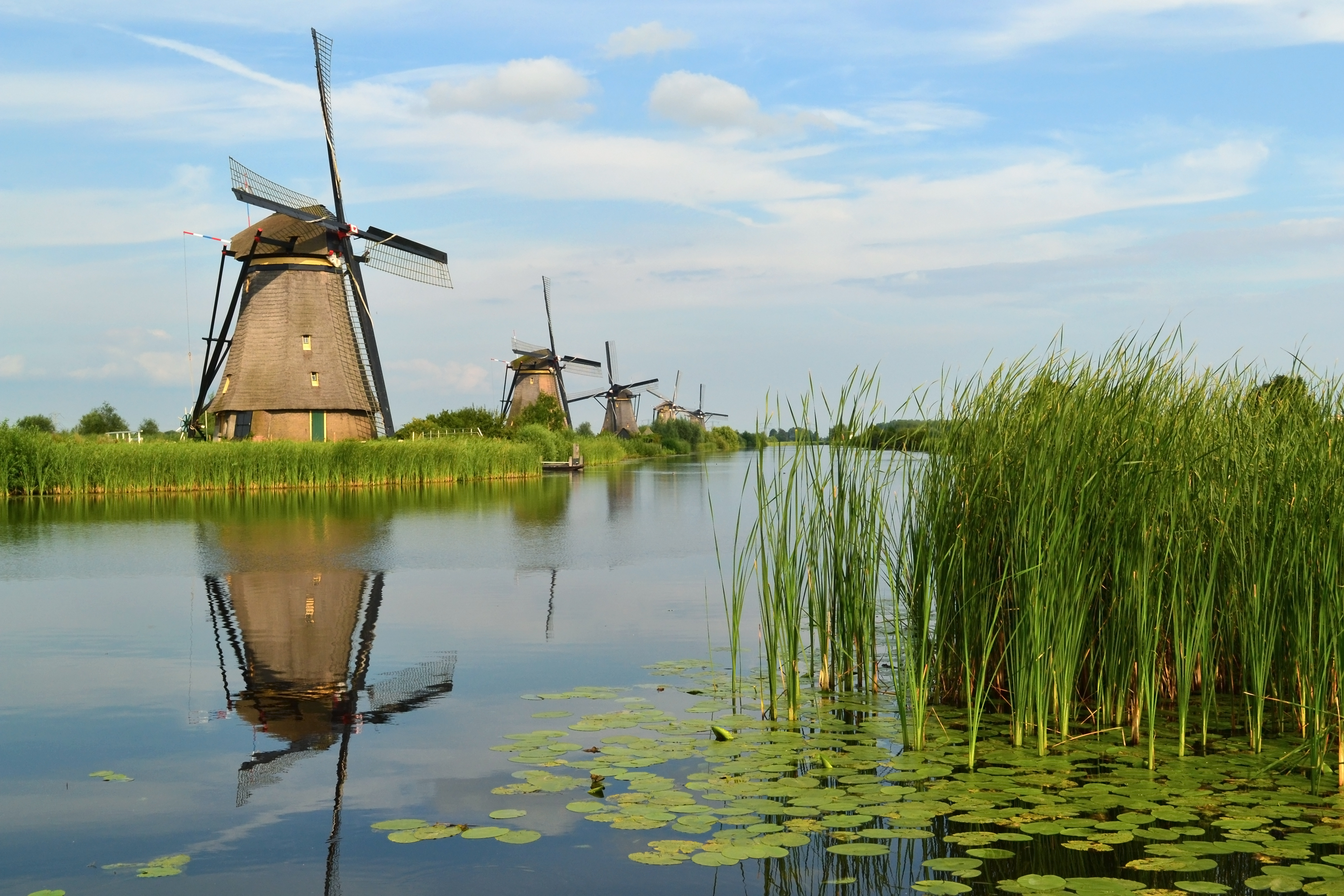
طاحونة هوائية في كيندرديك

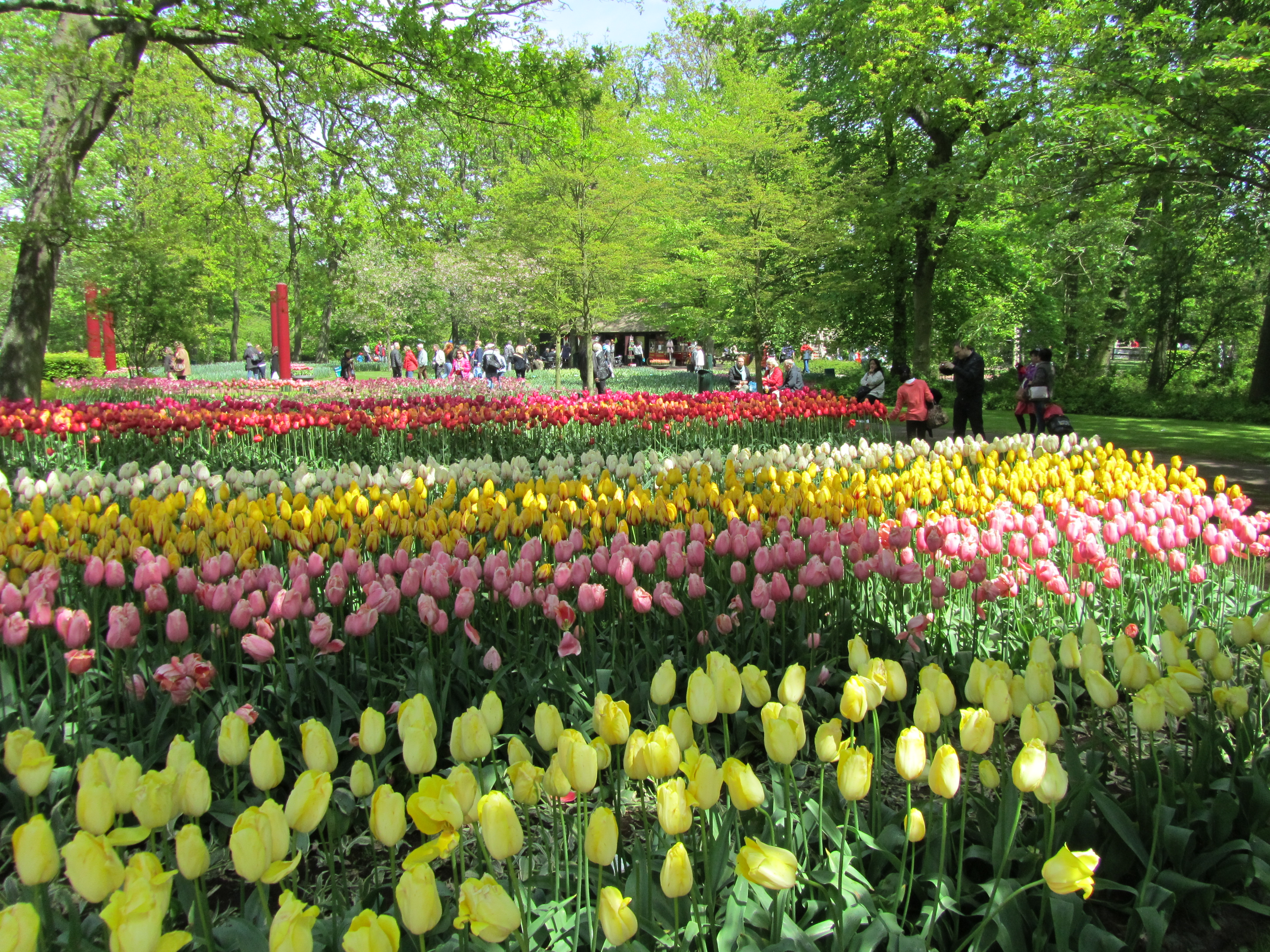
أزهار حديقة كويكنهوف

 السياحة في هولندا يمثل قطاع السياحة في هولندا عنصراً هاماً في اقتصاد هولندا ، فقد بلغ عدد السياح في عام 2011 إلى 11.3 ملايين سائح  وفي عام 2012 ساهمت السياحة بزيادة 5.4٪ من الناتج المحلي الإجمالي للبلاد و 9.6٪ من مجموع العمالة لديها.
في عام 2011 كانت مقاطعة شمال هولندا من بين أكثر الأماكن زيارة من قبل السياح الأجانب، فمن بين 11.3 ملايين سائح زارها 6 ملايين، تليها في المرتبة الثانية مقاطعة جنوب هولندا بـ 1.4 مليون سائح، وفي احصائية رسمية عن نسبة السياح فقد مثل الألمان 3 ملايين والبريطانيين 1.5 مليون، أما البلجيكيين 1.4 مليون سائح. وتشتهر هولندا باحتوائها على سبع من مواقع التراث العالمي كما تشتهر بفنها الهولندي بالإضافة إلى تراثها التاريخي العريق.